# Cantone di Pantin
Il Cantone di Pantin è una divisione amministrativa dell'Arrondissement di Bobigny.
È stato istituito a seguito della riforma dei cantoni del 2014, che è entrata in vigore con le elezioni dipartimentali del 2015.

## Composizione
Comprende i comuni di:
- Pantin
- Le Pré-Saint-Gervais